# Il notturno di Chopin (film 1913)
Il notturno di Chopin è un  mediometraggio muto italiano del 1913 diretto da Luigi Maggi.